# Rudolf Lindau
Rudolf Lindau (Gardelegen, 10 ottobre 1829 – Parigi, 14 ottobre 1910) è stato un diplomatico e letterato tedesco.

## Biografia
Accreditatosi presto negli ambienti della diplomazia francese, divenne in breve rappresentante del governo prussiano e poi tedesco in Francia, Svizzera e Turchia ma soprattutto si volse all'esplorazione diplomatica dell'estremo oriente. Dal 1858 si datano i primi esperimenti di rapporti col Giappone curati da Lindau. In quel paese, fondò anche dei quotidiani in lingua inglese. Morì a Parigi il 14 ottobre 1910. 
Frequentatore dei salotti intellettuali di tutta Europa, amico personale di George Sand, ha lasciato una vasta produzione letteraria di romanzi e libri di viaggio fra i quali sono particolarmente interessanti quelli relativi all'estremo Oriente.
Era fratello di Paul Lindau e di Anna Lindau, madre di Annie Vivanti.